# Zwankendamme

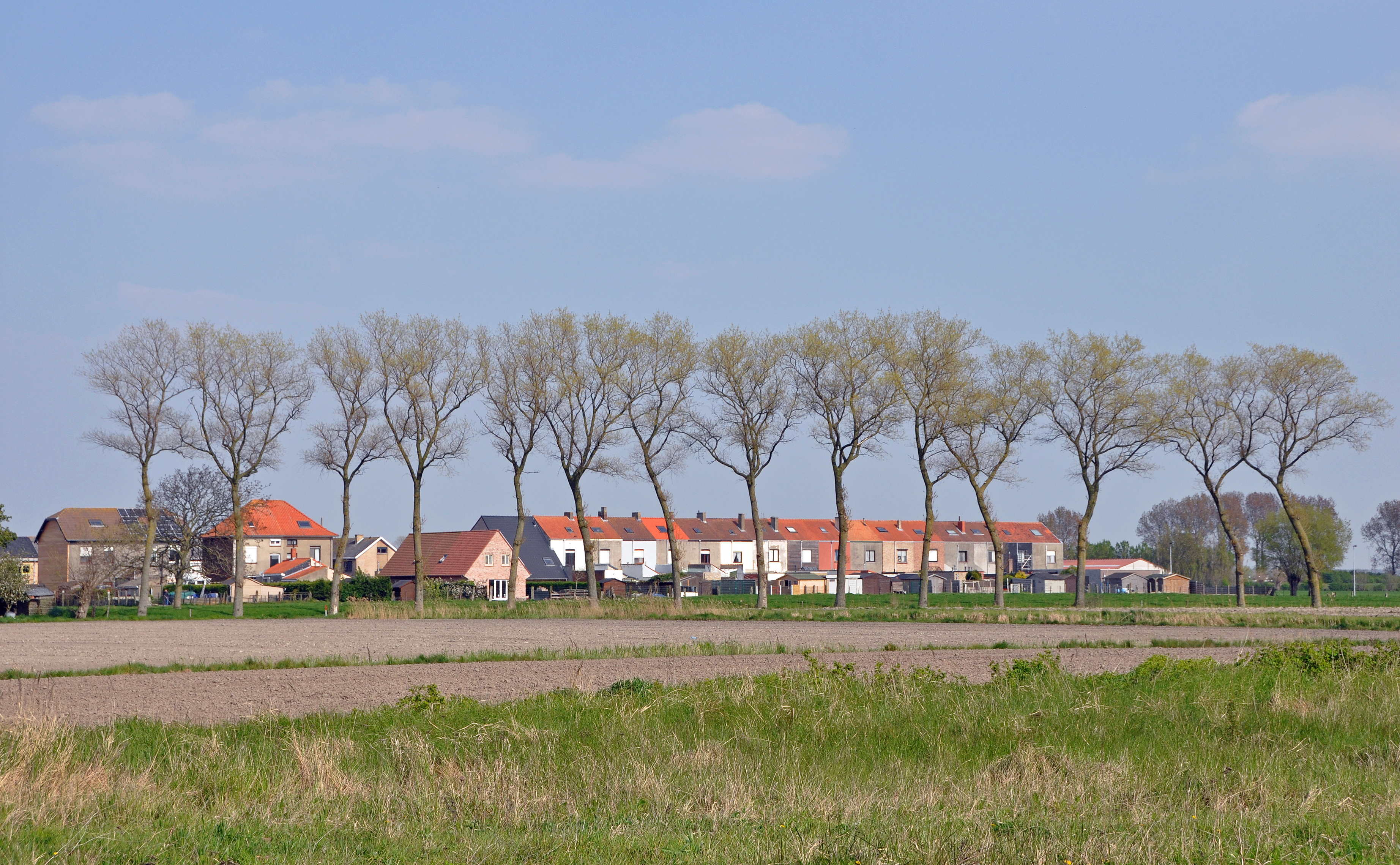
Aldeia de Zwankendamme (município de Bruges, Bélgica)

Zwankendamme é uma vila belga da deelgemeente  de Lissewege, município de Bruges, província de Flandres Ocidental.